# Mordella holosericea
Mordella holosericea es una especie de coleóptero de la familia Mordellidae.

## Distribución geográfica
Habita en Chile.